# Rayan Aribi
Rayan Aribi, né le 19 juillet 1987 à Hammamet, est un handballeur tunisien jouant au poste d'ailier droit.
Il a joué pour l'Association sportive d'Hammamet et l'Étoile sportive du Sahel avant d'évoluer au sein du championnat du Qatar de handball.

## Palmarès

### Clubs
- Vainqueur du championnat de Tunisie masculin de handball : 2011
- Vainqueur de la coupe de Tunisie masculine de handball : 2019

#### Ligue des champions d'Afrique
- Médaille d'or à la Ligue des champions d'Afrique 2010 (Maroc)
- Médaille d'argent à la Ligue des champions d'Afrique 2011 (Nigeria)

#### Coupe d'Afrique des vainqueurs de coupe
- Médaille d'or à la coupe d'Afrique des vainqueurs de coupe 2012 (Tunisie)

#### Supercoupe d'Afrique
- Médaille d'argent à la supercoupe d'Afrique 2011 (Cameroun)

### Distinctions personnelles
- Meilleur buteur de la coupe du monde des clubs 2013[2] (35 buts)